# Demxns & Angels
Demxns & Angels è un singolo del rapper britannico Scarlxrd. Il video è stato pubblicato il 29 marzo 2019.

## Video musicale
Il video vede il rapper Scarlxrd in una foresta, morente e con una catena al collo. Al termine del video il rapper si poggia su un tronco di un albero caduto e lì, accasciato, muore. Questo brano risulta essere l'episodio conclusivo di una trilogia iniziata con "Living Legend", seguita da "NX Pressure".